# Seilh
 Seilh  là một xã thuộc tỉnh Haute-Garonne trong vùng Occitanie tây nam nước Pháp. Xã này nằm ở khu vực có độ cao trung bình 120 mét trên mực nước biển.

## Di tích

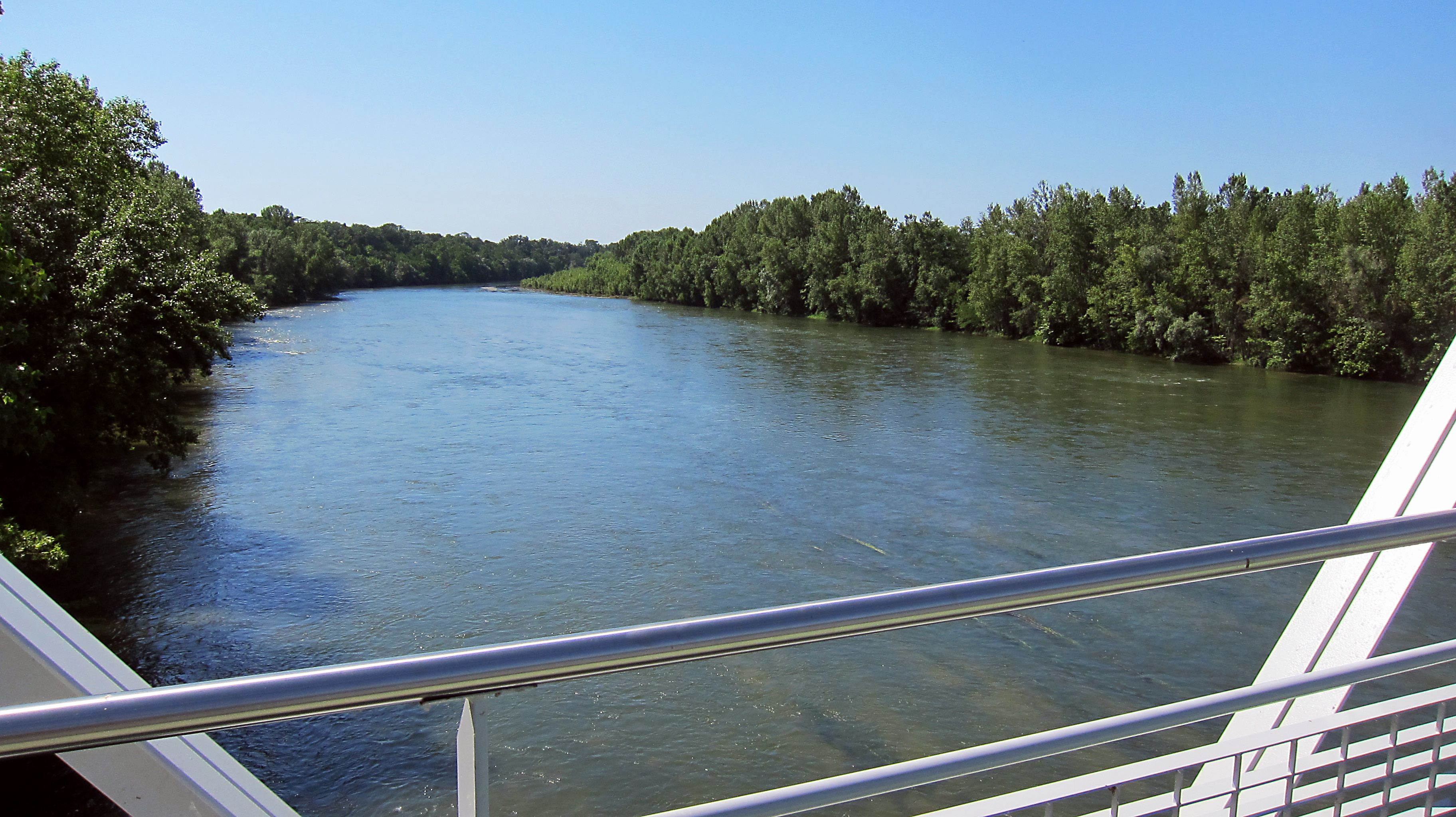
sông Garonne
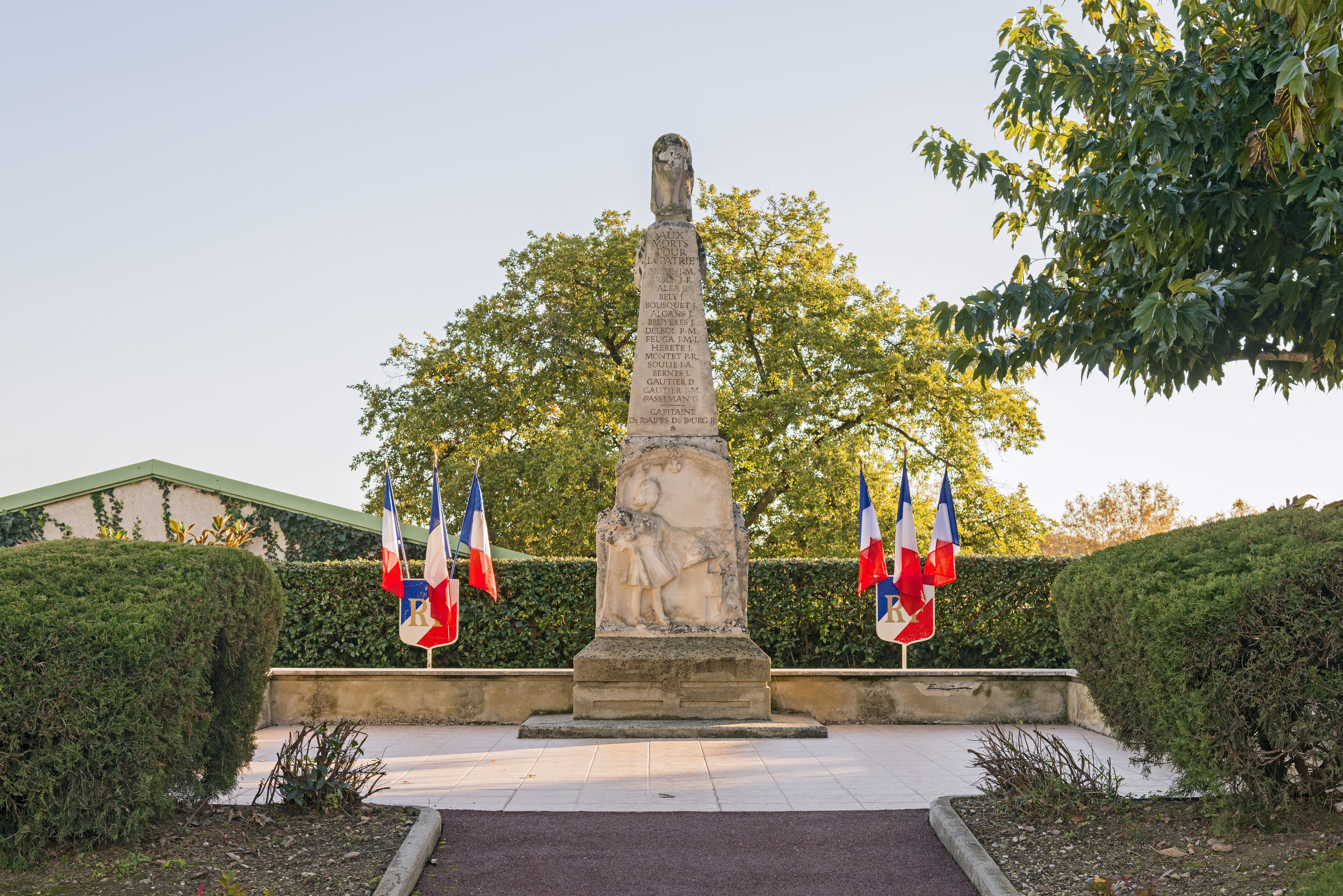
Đài tưởng niệm chiến tranh
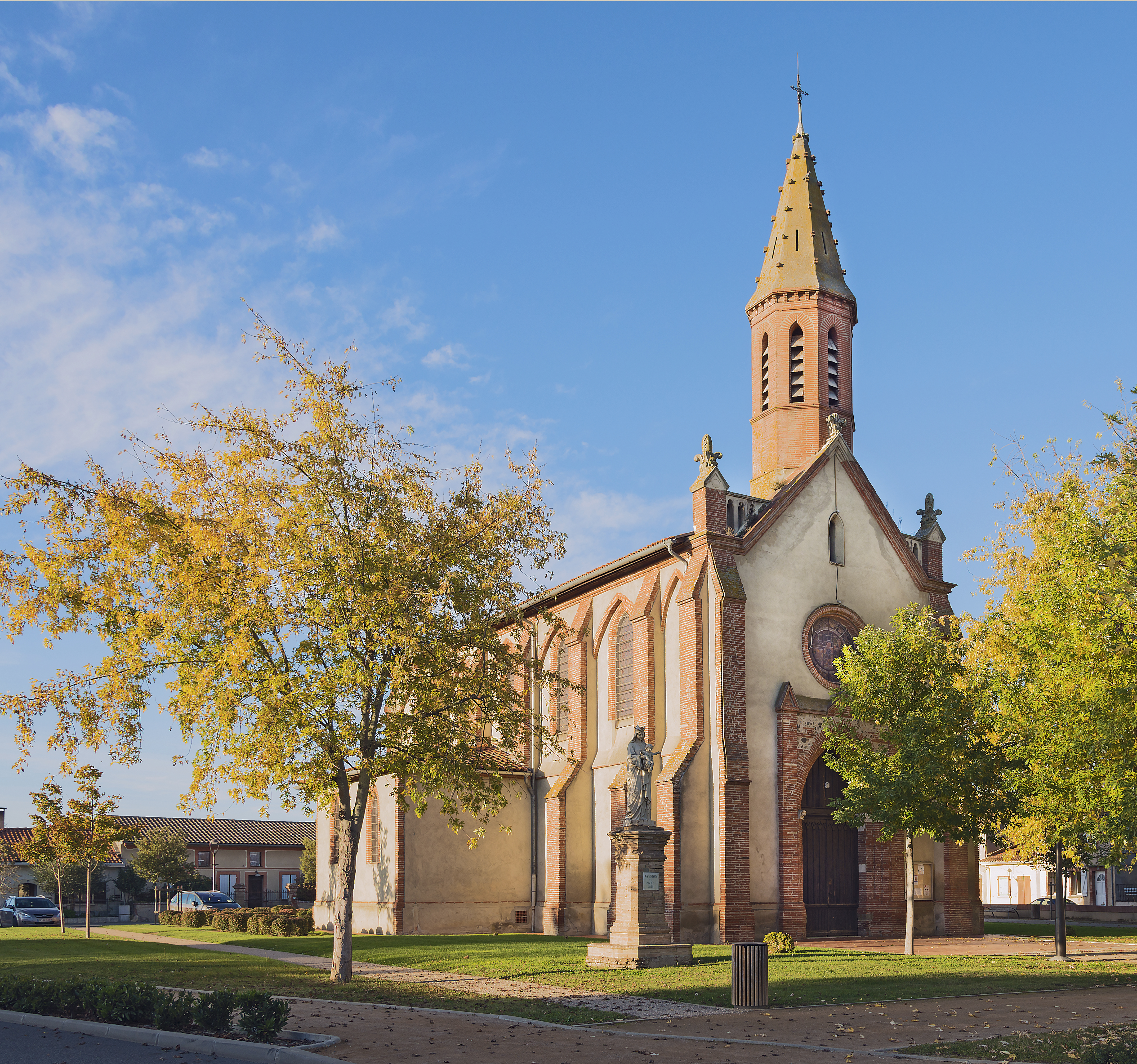
Giáo hội